# Военно-морские силы Пакистана

Знамя ВМС Пакистана

Военно-морские силы Пакистана (урду پاک بحریہ‎ Pak Bahr’ya, англ. Pakistan Navy) — один из видов вооружённых сил Исламской Республики Пакистан.
В основном включают в себя военно-морской флот, военно-морскую авиацию, морскую пехоту, части и подразделения специального назначения.
День ВМС Пакистана отмечается 8 сентября.

## История

### Индо-пакистанская война 1965 года
см. Индо-пакистанская война 1965 года
- Операция «Дварка» (1965)

### Подводный флот

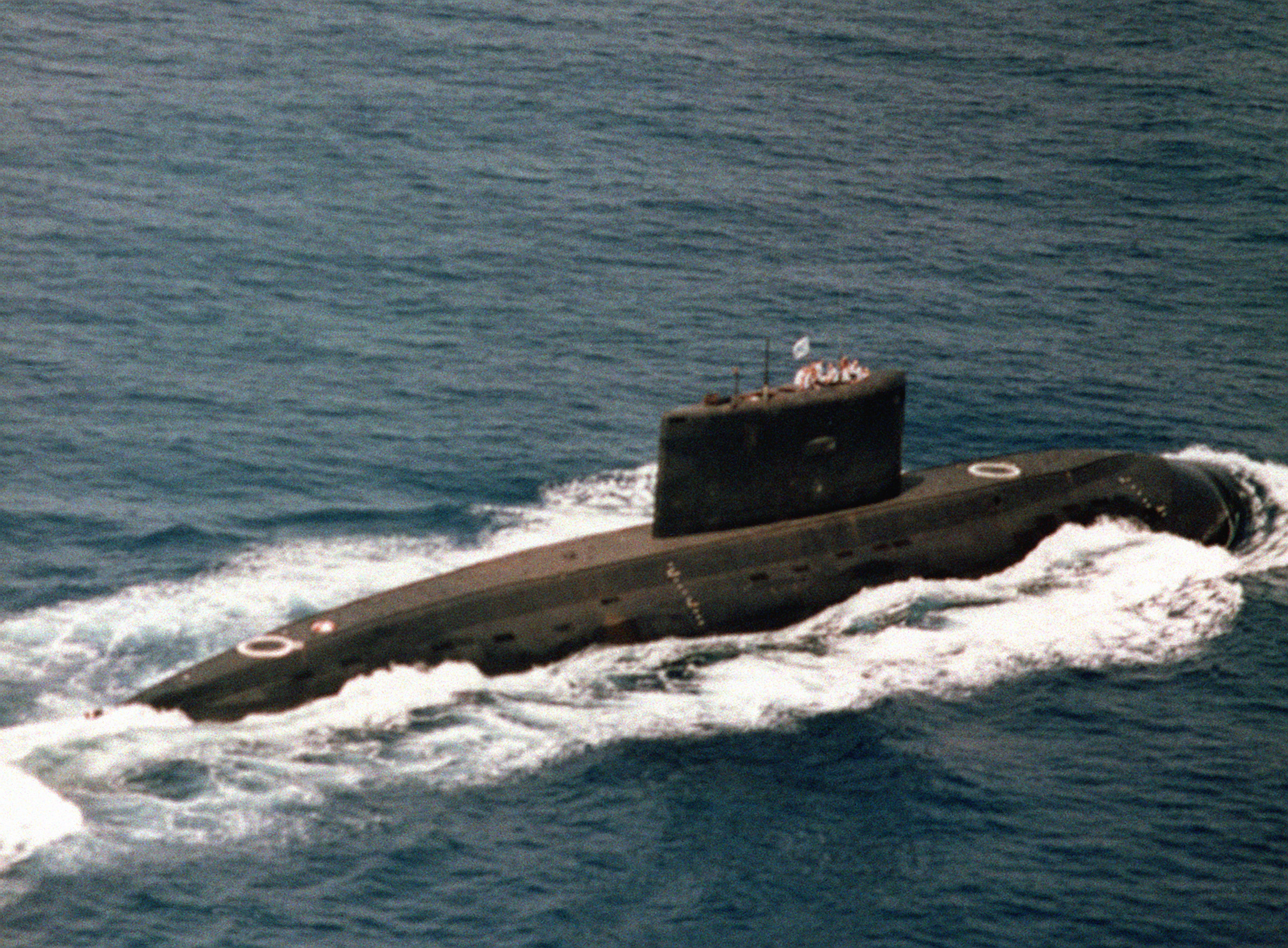
Иранская подлодка советского проекта «Палтус»

## Организационный состав

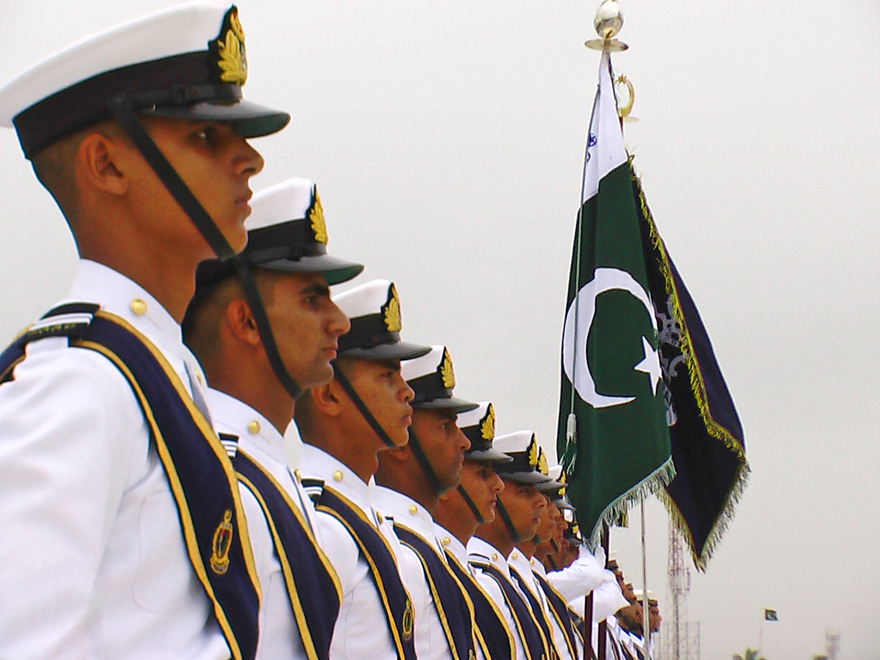
Офицеры военно-морского флота Пакистана

### Морская авиация

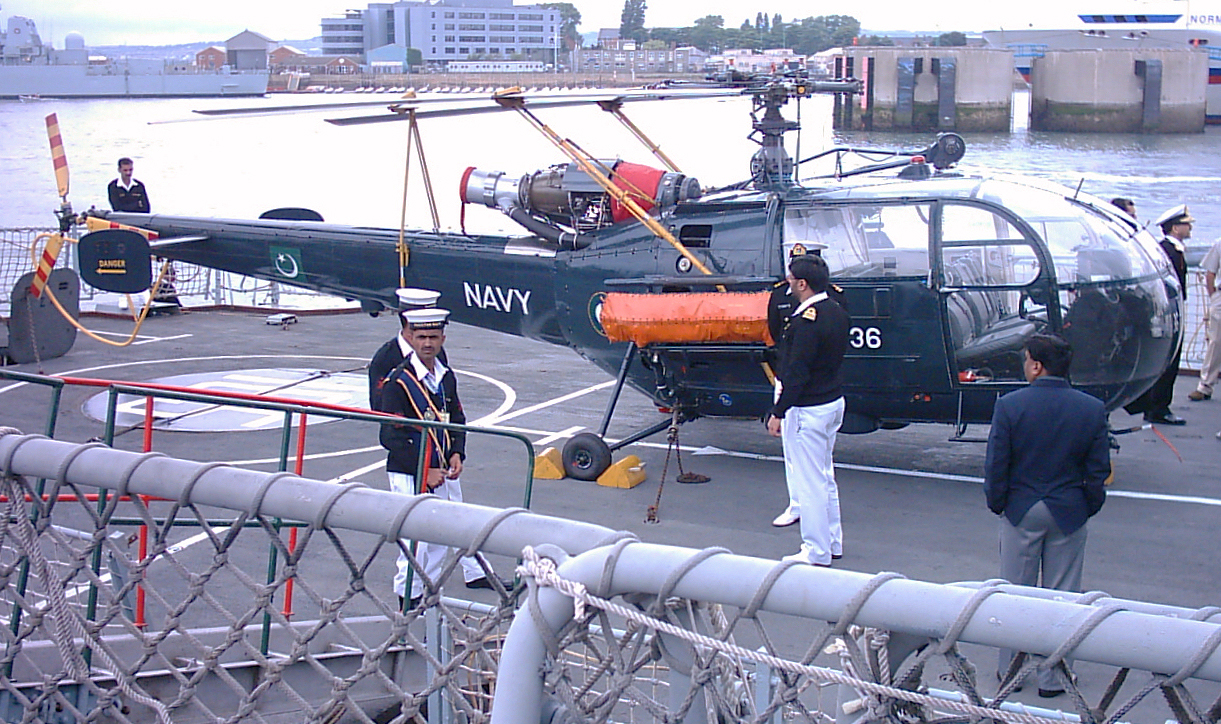

см. Морская авиация

### Морская пехота и Спецназ ВМС

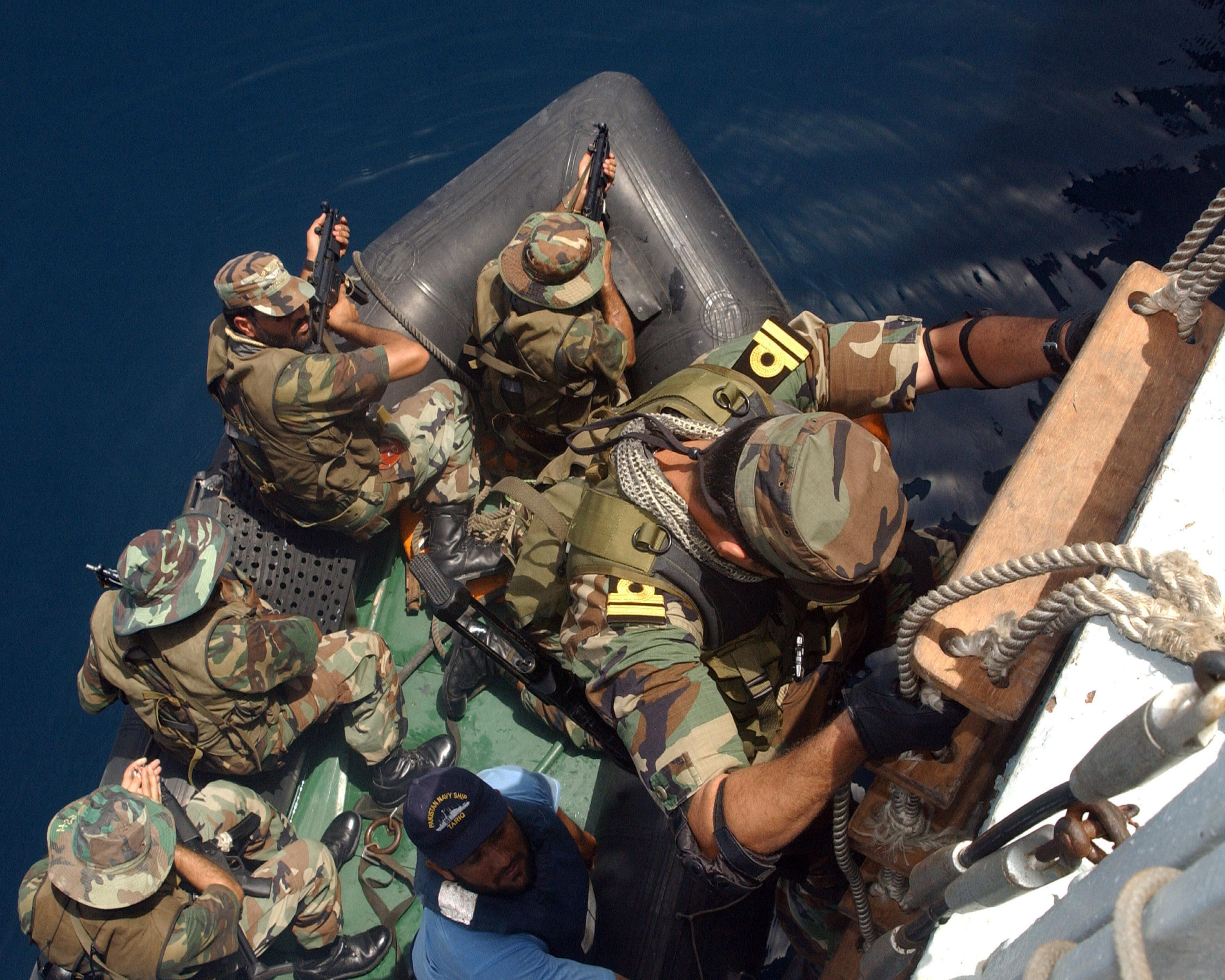

см. Морская пехота, Спецназ

## Пункты базирования
Исламабад — Главный штаб ВМС Пакистана размещён в столице страны.

### Флот
- ВМБ Карачи — главная база ВМС Пакистана
- ВМБ Джинна (англ. JINNAH NAVAL BASE) — база материально-технического обеспечения. Расположена в Ормара, в 240 км к западу от Карачи.
- Пасни
- Гвадар

### Морская авиация
- ВМБ Мерхан (англ. PNS MEHRAN) — база морской авиации. Расположена в Карачи, в 10 км от международного аэропорта «Джинна». Здесь же размещается и штаб Командования морской авиации Пакистана[2].

### Морская пехота и Спецназ ВМС
- ВМБ Касим (англ. PNS QASIM) — база морской пехоты. Расположена недалеко от Карачи. Штаб и учебный центр морской пехоты размешаются здесь же[3].
- ВМБ Икбал (англ. PNS IQBAL) — база спецназа. Место расположения штаба и учебного центра, а также подразделений материально-технического обеспечения[4].

## Боевой состав

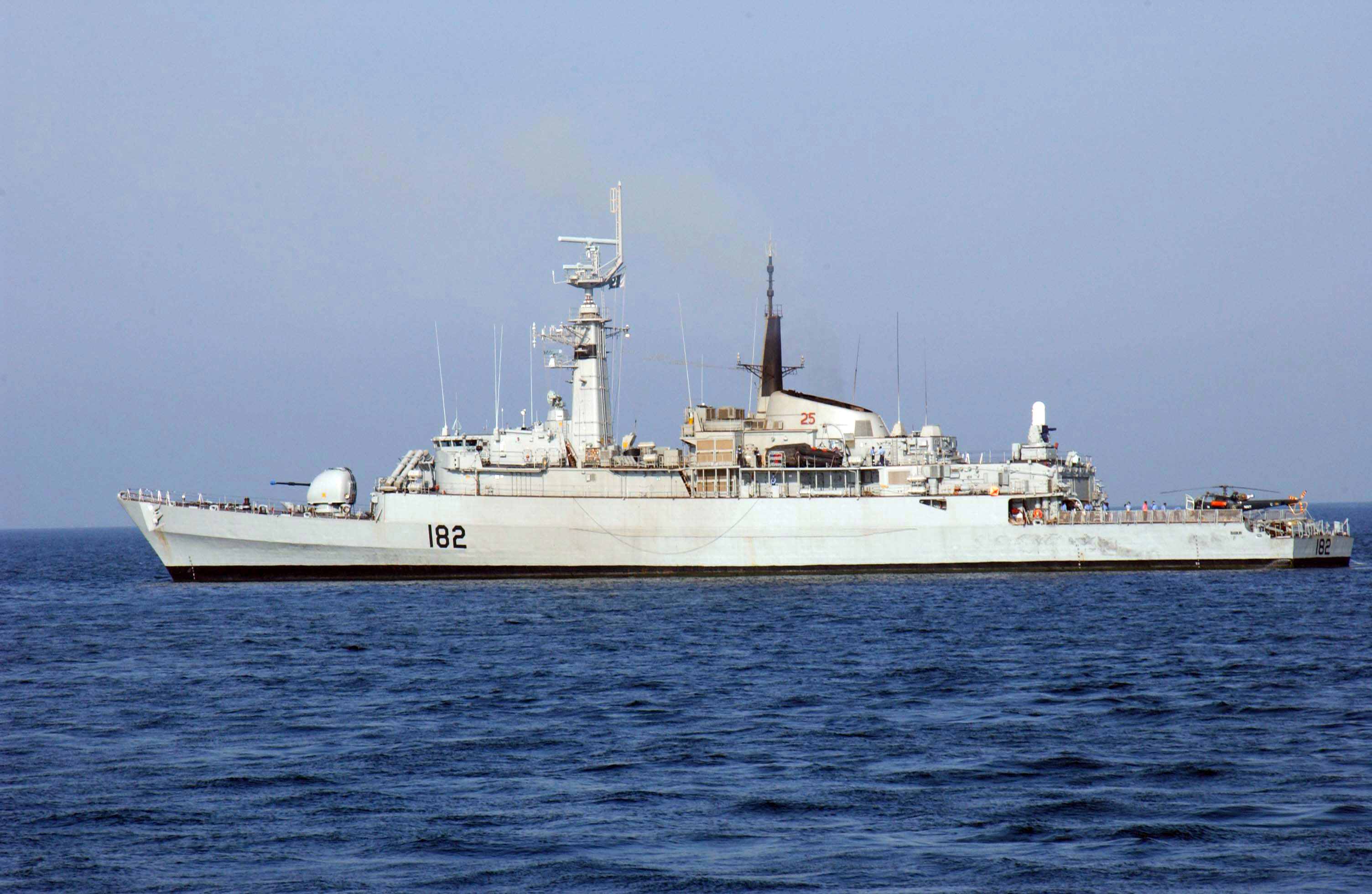
фрегат PNS «Бабур» (D182)

Пакистанский флот насчитывает около 24000 персонала, и ещё 5000 находится в резерве. ВМС включает в себя небольшой отдел военно-морской авиации и около 2000 членов военизированной Береговой охраны, которая защищает исключительную экономическую зону Пакистана. ВМС включают в себя также Группу специального назначения коммандос, а также подразделение морской пехоты, которые располагаются в городе Карачи. Бойцы спецназа и морские пехотинцы, вместе составляют около 2000 личного состава . Пакистанский флот, в последнее время, начал задействовать женщин на боевых позициях и на административных должностях, став одним из немногих флотов исламских республик, которые сделали это.

### Флот
| Тип                                                                    | Номер вымпела   | Наименование       | В составе флота         | Состояние             | Примечания                                       |
| Подводные лодки                                                        | Подводные лодки | Подводные лодки    | Подводные лодки         | Подводные лодки       | Подводные лодки                                  |
| ---------------------------------------------------------------------- | --------------- | ------------------ | ----------------------- | --------------------- | ------------------------------------------------ |
| подводная лодка типа «Агоста» 70                                       | S135            | PNS/М «Хашмат»     | с 19 февраля 1979 года  | в строю               | бывшая «Astrant»                                 |
| подводная лодка типа «Агоста» 70                                       | S136            | PNS/М «Хурмат»     | с 18 февраля 1980 года  | в строю               | бывшая «Adventurous»                             |
| подводная лодка типа «Агоста» 90Б                                      | S137            | PNS/М «Халид»      | с 6 сентября 1999 года  | в строю               |                                                  |
| подводная лодка типа «Агоста» 90Б                                      | S138            | PNS/М «Саад»       | с 13 декабря 2003 года  | в строю               |                                                  |
| подводная лодка типа «Агоста» 90Б                                      | S139            | PNS/М «Хамза»      | с 26 сентября 2008 года | в строю               |                                                  |
| подводная лодка типа «Космос» МГ110                                    | нет данных      | нет данных         | с 1993 года             | в строю               |                                                  |
| подводная лодка типа «Космос» МГ110                                    | нет данных      | нет данных         | с 1993 года             | в строю               |                                                  |
| подводная лодка типа «Космос» МГ110                                    | нет данных      | нет данных         | с 1996 года             | в строю               |                                                  |
| Фрегаты (в ВМС Пакистана классифицируются как «Эскадренные миноносцы») |                 |                    |                         |                       |                                                  |
| фрегат типа 21                                                         | D181            | PNS «Тарик»        | с 28 июля 1993 года     | в строю               | бывший HMS «Ambuscade» (F172)                    |
| фрегат типа 21                                                         | D182            | PNS «Бабур»        | с 30 сентября 1993 года | в строю               | бывший HMS «Amazon» (F169)                       |
| фрегат типа 21                                                         | D183            | PNS «Хайбар»       | с 1 марта 1994 года     | в строю               | бывший HMS «Arrow» (F173)                        |
| фрегат типа 21                                                         | D184            | PNS «Бадр»         | с 1 марта 1994 года     | в строю               | бывший HMS «Alacrity» (F174)                     |
| фрегат типа 21                                                         | D185            | PNS «Типпу Султан» | с 23 сентября 1994 года | в строю               | бывший HMS «Avenger» (F185)                      |
| фрегат типа 21                                                         | D186            | PNS «Шах Джахан»   | с 23 сентября 1994 года | в строю               | бывший HMS «Active» (F171)                       |
| Фрегаты                                                                |                 |                    |                         |                       |                                                  |
| Фрегаты класса F-22P                                                   | F251            | PNS «Зульфикар»    | с 30 июля 2009 года     | в строю               |                                                  |
| Фрегаты класса F-22P                                                   | F252            | PNS «Шамшир»       | с 23 января 2010 года   | в строю               |                                                  |
| Фрегаты класса F-22P                                                   | F253            | PNS «Саиф»         | с 12 сентября 2010 года | в строю               |                                                  |
| Фрегаты класса F-22P                                                   | F254            | PNS «Аслат»        | с 3 сентября 2013 года  | в строю               |                                                  |
| фрегат типа «Оливер Хазард Перри»                                      | F260            | PNS «Аламгир»      | нет данных              | на ходовых испытаниях | бывший USS «McInerney» (FFG-8)                   |
| Тральщики                                                              |                 |                    |                         |                       |                                                  |
| Тральщик-искатель мин типа «Tripartite»                                | M166            | PNS «Мунсиф»       | с 26 октября 1992 года  | в строю               | бывший «Sagittaire» (M650)                       |
| Тральщик-искатель мин типа «Tripartite»                                | M167            | PNS «Мухафиз»      | с 18 сентября 1996 года | в строю               |                                                  |
| Тральщик-искатель мин типа «Tripartite»                                | M168            | PNS «Муджахид»     | с 9 июля 1998 года      | в строю               |                                                  |
| Ракетные катера                                                        |                 |                    |                         |                       |                                                  |
| ракетный катер типа ОНУК МРТП 33 (KAAН 33)                             | Р03             | PNS «Заррар»       | с 27 ноября 2007 года   | в строю               |                                                  |
| ракетный катер типа ОНУК МРТП 33 (KAAН 33)                             | Р04             | PNS «Каррар»       | с 11 апреля 2008 года   | в строю               |                                                  |
| ракетный катер типа «Джалалат»                                         | P1029           | PNS «Джалалат»     | с 14 августа 1997 года  | в строю               |                                                  |
| ракетный катер типа «Джалалат»                                         | P1030           | PNS «Шуджаат»      | с 29 сентября 1999 года | в строю               |                                                  |
| ракетный катер типа «Джалалат»                                         | нет данных      | нет данных         | с 2001 года             | в строю               |                                                  |
| ракетный катер типа «Джуррат»                                          | Р1023           | PNS «Джуррат»      | с 24 февраля 2006 года  | в строю               |                                                  |
| ракетный катер типа «Джуррат»                                          | P1028           | PNS «Кувват»       | с 24 февраля 2006 года  | в строю               |                                                  |
| Сторожевые катера                                                      |                 |                    |                         |                       |                                                  |
| сторожевой катер типа «Ларкана»                                        | P157            | PNS «Ларкана»      | с 6 июня 1994 года      | в строю               |                                                  |
| сторожевой катер типа «Та́ун»                                           | P140            | PNS «Раджшахи»     | с 8 марта 1966 года     | в строю               |                                                  |
| Десантные корабли и суда                                               |                 |                    |                         |                       |                                                  |
| десантный катер на воздушной подушке типа «Грифон» 2000TDX             | нет данных      | нет данных         | с 2004 года             | нет данных            | для морской пехоты закуплено 4 катера            |
| Вспомогательные корабли и суда                                         |                 |                    |                         |                       |                                                  |
| танкер-заправщик типа «Фукин»                                          | А47             | PNS «Наср»         | с 1 августа 1987 года   | в строю               |                                                  |
| танкер-заправщик типа «Польстер»                                       | А20             | PNS «Моавин»       | с 28 июля 1994 года     | в строю               | бывший Zr.Ms. «Poolster»                         |
| малый танкер типа «Калмат»                                             | А21             | PNS «Калмат»       | с 29 августа 1992 года  | в строю               | используется для перевозки воды                  |
| малый танкер типа «Гвадар»                                             | А49             | PNS «Гвадар»       | с 5 ноября 1984 года    | в строю               | используется для перевозки нефтепродуктов        |
| Гидрографическое судно                                                 | SV48            | BEHR-E-PAIMA       | c 1982 года             | в строю               | Японской постройки "Исикавадзима Харима Дзюкоге" |
|                                                                        |                 | DV BEHR KUSHA      |                         | в строю               |                                                  |
| Учебные корабли и суда                                                 |                 |                    |                         |                       |                                                  |
|                                                                        |                 |                    |                         | в строю               |                                                  |

### Морская авиация
| Обозначение формирования или части           | Вооружение и оснащение | Место расположения |
| -------------------------------------------- | ---------------------- | ------------------ |
| 27-я эскадрилья (патрульная противолодочная) | Фоккер F-27            | ВМБ Мерхан, Карачи |
| 28-я эскадрилья (противолодочная ударная)    | Локхид P-3C            | ВМБ Мерхан, Карачи |
| 29-я эскадрилья (противолодочная)            | Бреге Атлантик 1       | ВМБ Мерхан, Карачи |
| 111-я эскадрилья (противолодочная)           | Алуэтт III             | ВМБ Мерхан, Карачи |
| 333-я эскадрилья (противолодочная ударная)   | Си Кинг                | ВМБ Мерхан, Карачи |

## Техника и вооружение

### Морская авиация
Сведения о технике и вооружении авиации ВМС Пакистана взяты со страницы Pakdef.info.
| Тип                                              | Производство   | Назначение                                                              | Количество | Примечания                                                                             |          |
| Самолёты                                         | Самолёты       | Самолёты                                                                | Самолёты   | Самолёты                                                                               | Самолёты |
| ------------------------------------------------ | -------------- | ----------------------------------------------------------------------- | ---------- | -------------------------------------------------------------------------------------- | -------- |
| Breguet Atlantic 1                               | Франция        | патрульный противолодочный самолёт                                      | нет данных |                                                                                        |          |
| Fokker F27-200                                   | Нидерланды     | патрульный противолодочный самолёт                                      | нет данных |                                                                                        |          |
| Lockheed P-3C Orion                              | США            | патрульный противолодочный самолёт                                      | нет данных |                                                                                        |          |
| Вертолёты                                        |                |                                                                         |            |                                                                                        |          |
| Aérospatiale SA.319B Alouette III                | Франция        | многоцелевой вертолёт (противолодочный, поисково-спасательный, учебный) | нет данных |                                                                                        |          |
| Westland Sea King Mk.45 Westland Sea King Mk.45А | Великобритания | многоцелевой вертолёт (противолодочный-ударный, транспортный)           | нет данных | американский вертолёт Sikorsky SH-3 Sea King по лицензии производился в Великобритании |          |

### Морская пехота
| Тип               | Производство      | Назначение        | Количество        | Примечания        |                   |
| Стрелковое оружие | Стрелковое оружие | Стрелковое оружие | Стрелковое оружие | Стрелковое оружие | Стрелковое оружие |
| ----------------- | ----------------- | ----------------- | ----------------- | ----------------- | ----------------- |
|                   |                   |                   |                   |                   |                   |

## Префикс кораблей и судов
Корабли и суда ВМФ Пакистана имеют префикс PNS (англ. Pakistani Naval Ship) — Корабль (или Судно) Пакистанского Флота. Подводные лодки имеют префикс PNS/M (англ. Pakistani Naval Submarine) — Подводная лодка Пакистанского Флота.

## Флаги кораблей и судов
| Флаг | Гюйс | Вымпел боевых кораблей |
| ---- | ---- | ---------------------- |
|      |      | нет данных             |

### Флаги должностных лиц
| Адмирал флота | Адмирал          | Вице-адмирал | Контр-адмирал |
| ------------- | ---------------- | ------------ | ------------- |
|               |                  |              |               |
| Коммодор      | Старший на рейде |              |               |
|               |                  |              |               |

## Знаки различия

### Адмиралы и офицеры
| Категории               | Адмиралы | Адмиралы     | Адмиралы      | Адмиралы  | Старшие офицеры    | Старшие офицеры    | Старшие офицеры      | Младшие офицеры   | Младшие офицеры | Младшие офицеры   |
| ----------------------- | -------- | ------------ | ------------- | --------- | ------------------ | ------------------ | -------------------- | ----------------- | --------------- | ----------------- |
| Погон                   |          |              |               |           |                    |                    |                      |                   |                 |                   |
| Пакистанское звание     | Admiral  | Vice Admiral | Rear Admiral  | Commodore | Captain            | Commander          | Lieutenant Commander | Lieutenant        | Sub Lieutenant  | Midshipman        |
| Российское соответствие | Адмирал  | Вице-адмирал | Контр-адмирал | нет       | Капитан 1-го ранга | Капитан 2-го ранга | Капитан 3-го ранга   | Капитан-лейтенант | Лейтенант       | Младший лейтенант |

### Подофицеры и матросы
| Категории               | Подофицеры                 | Подофицеры                | Подофицеры          | Подофицеры          | Матросы             | Матросы        |
| ----------------------- | -------------------------- | ------------------------- | ------------------- | ------------------- | ------------------- | -------------- |
| Погон                   |                            |                           |                     |                     |                     |                |
| Пакистанское звание     | Master Chief Petty Officer | Fleet Chief Petty Officer | Chief Petty Officer | Petty Officer       | Leading Seaman      | Seaman         |
| Российское соответствие | Старший мичман             | Мичман                    | Главный старшина    | Старшина 1-й статьи | Старшина 2-й статьи | Старший матрос |